# Омар Боррас
Омар Боррас (ісп. Omar Borrás, 15 червня 1929, Монтевідео — 19 жовтня 2022) — уругвайський футбольний тренер. Найбільш відомий завдяки роботі зі збірною Уругваю, з якою у 1983 році завоював Кубок Америки, а в 1986 році вивів у плей-оф чемпіонату світу.

## Кар'єра тренера
Омар Боррас народився в Монтевідео в багатій родині. Його батько побудував палац, і спортивний майданчик, оточений стіною, який він назвав в честь своїх дітей — «Парк Альдо і Омара Боррасів» (ісп. Parque Omar y Aldo Borrás). Омар ніколи не займався на професійному рівні ніяким видом спорту, проте з молодості разом з батьком почав подорожувати по Європі і Латинській Америці для участі в семінарах, конференціях і спортивних курсах. Боррас працював рятувальником, тренером з волейболу, легкої атлетики, плавання і футболу. На початку 1960-х він зосередився виключно на футболі, і першим серйозним місцем на цьому напрямку стала робота в тренерському штабі Ондіно Вієри у збірній Уругваю в 1965—1966 роках, у тому числі на чемпіонаті світу 1966 року в Англії.
Після відходу зі збірної увійшов до тренерського штабу американського клубу «Нью-Йорк Скайлайнерс». У 1970 році вперше самостійно очолив клуб уругвайської Прімери «Уракан Бусео», після чого Боррас поступив на роботу в Уругвайську футбольну асоціацію. Після приходу до влади військових в 1973 році Боррас став активно співпрацювати з хунтою, за що багато фахівців і вболівальники піддавали його критиці.
У 1975 році тренував «Монтевідео Вондерерс», що дебютував в Кубку Лібертадорес. Це був перший випадок за 15 років існування турніру, коли Уругвай представляв якийсь інший клуб, крім «Пеньяроля» і «Насьйоналя»). Однак «мандрівникам» не вдалося вийти з групи.
8 червня 1977 року виконував обов'язки головного тренера збірної Уругваю в матчі проти збірної НДР. Гра завершилася поразкою «селесте» 0:2.
Однак у 1982 році Боррас все ж став на постійній основі тренувати національну команду. У неї влилися кілька талановитих молодих футболістів — Енцо Франческолі, Хорхе да Сільва, Карлос Агілера і Маріо Саралегі. Незважаючи на постійну критику, команда Борраса зуміла виграти Кубок Америки в 1983 році, завдяки чому тренерський штаб отримав кредит довіри від АУФ. Навіть після повалення військового режиму в 1985 році Боррас продовжив роботу в «селесте», тим більше що він зміг вивести Уругвай у фінальну стадію чемпіонату світу 1986 року, чого не вдавалось зробити його попередникам за попередні два відбіркових цикли.
На турнірі в Мексиці Уругвай виступив неоднозначно. З одного боку, команда зуміла вийти в стадію плей-оф вперше з 1970 року. З іншого — не виграла жодного матчу, зігравши в групі дві гри внічию, а ще в одній зазнала принизливої поразки від Данії з рахунком 1:6, а в плей-оф відразу вилетіла з турніру, поступившись 0:1 майбутнім чемпіонам аргентинцям.
Після завершення «мундіалю» Боррас покинув збірну Уругваю. У 1987 році очолив збірну Саудівської Аравії, де остаточно завершив тренерську кар'єру через два роки. Перша книга Борраса «Entrenamiento moderno» («Сучасне тренування») стала бестселером в Уругваї, весь 15-тисячний тираж був розпроданий. Незважаючи на вік, станом на 2015 рік Боррас продовжував займатися дослідженнями фізичної підготовки спортсменів.

## Титули і досягнення
- Володар Кубка Америки (1): 1983